# Popenguine-Ndayane
Popenguine-Ndayane ist eine städtische Gemeinde (commune) im Département Mbour der Region Thiès, gelegen im zentralen Westen Senegals. Sie ist ein traditionsreiches Seebad, in dem schon die Gouverneure von Französisch-Westafrika eine Sommerresidenz errichteten und die nach der Unabhängigkeit Senegals auch von den Präsidenten der Republik als solche genutzt wird.

## Geographische Lage
Die Gemeinde Popenguine-Ndayane liegt als Seebad mit sechs Kilometer Küstenlänge an der Petite-Côte. Die Ortsmitte liegt 40 Kilometer südöstlich von Dakar und 21 Kilometer nordwestlich der Départementspräfektur Mbour. Das Gemeindegebiet hat eine Fläche von 4,973 km². Zum Gemeindegebiet gehört auch im Süden die Réserve naturelle de Popenguine rund um das Cap de Naze und im Osten der Forêt classée de Popenguine. Benachbarte Kommunen sind im Uhrzeigersinn das Seebad Yenne im Nordwesten, die Flughafengemeinde Diass im Norden, die Gemeinde Sindia im Osten und ihr Seebad Guérero im Süden.

## Geschichte
In dem animistisch und seit dem 16. Jahrhundert muslimisch geprägten Gebiet von Popenguine wurde im Jahr 1888 mit dem Bau der katholischen Wallfahrtskirche Basilika Unserer Lieben Frau der Erlösung von Popenguine begonnen; sie ist der älteste christliche Sakralbau Senegals.
Im Jahr 2008 wurde Popenguine aus der communauté rurale de Diass herausgelöst und erhielt per Dekret den Status einer städtischen Gemeinde (commune). Begrenzt war das Gemeindegebiet wie folgt: „Im Osten durch den forêt classée de Popenguine; Im Westen durch den Atlantischen Ozean; Im Norden durch die Landgemeinde Yènne; Im Süden durch die Grenze der réserve de Popenguine. Der forêt classée de Popenguine und die Réserve de Popenguine gehören zum Gemeindegebiet.“ Aus dieser Beschreibung würde sich ein Gemeindegebiet von etwa 23 Quadratkilometern errechnen. Das engere bebaute Gebiet beschränkt sich eher auf eine Fläche von 4,973 km², die in den derzeit verfügbaren Statistiken zugrunde gelegt wird.

## Bevölkerung
Die letzten Volkszählungen ergaben jeweils folgende Einwohnerzahlen:
| Jahr | Einwohner |
| ---- | --------- |
| 2002 | …         |
| 2013 | 8.651     |
| 2023 | 12.743    |

## Verkehr
Die Gemeinde Popenguine-Ndayane wird nicht von dem Fernstraßennetz Senegals erschlossen. Von der N 1 zweigt in Sindia eine neun Kilometer lange asphaltierte Stichstraße Richtung Südwesten ab, die Route de Popenguine; sie führt der Küste entlang weiter nach Yenne. Über die Route de Popenguine sind es von der Gemeinde sieben Kilometer bis zur Anschlussstelle 14 Sindia - Popenguine der parallel zur N1 geführten mautpflichtigen Autoroute 1.
Über den in Diass 14 Kilometer entfernt gelegenen Flughafen Dakar-Blaise Diagne ist Popenguine-Ndayane an das internationale Luftverkehrsnetz angeschlossen.